# Dirades corrasa
Dirades corrasa är en fjärilsart som beskrevs av W. Warren 1906. Dirades corrasa ingår i släktet Dirades och familjen Uraniidae. Inga underarter finns listade i Catalogue of Life.